# بوتزیستوک
بوتزیستوک (به لاتین: Bützistock) یک کوه در سوئیس است که در کانتون سنت گالن واقع شده‌است. بوتزیستوک ۲٬۴۹۶ متر بالاتر از سطح دریا واقع شده‌است.